# Mitoura acuminata
Mitoura acuminata är en fjärilsart som beskrevs av Johnson 1976. Mitoura acuminata ingår i släktet Mitoura och familjen juvelvingar. Inga underarter finns listade i Catalogue of Life.